# Saanijärvi
Saanijärvi är en sjö i Finland. Den ligger i kommunen Pihtipudas i landskapet Mellersta Finland, i den centrala delen av landet, 400 km norr om huvudstaden Helsingfors. Saanijärvi ligger 114 meter över havet. Den är 6 meter djup. Arean är 12,64 kvadratkilometer och strandlinjen är 26,65 kilometer lång. Sjön  ingår i Kymmene älvs huvudavrinningsområde.   I omgivningarna runt Saanijärvi växer i huvudsak blandskog. Den sträcker sig 4,4 kilometer i nord-sydlig riktning, och 3,4 kilometer i öst-västlig riktning.
I övrigt finns följande i Saanijärvi:
- Mustasaaret (en ö)
- Koirasaari (en ö)
- Aittosaari (en ö)